# بلانكا (مغنية)
بلانكا (بالإنجليزية: Blanca)‏ هي مغنية وكاتبة غنائية أمريكية، ولدت في 10 فبراير 1986 في بورتوريكو في الولايات المتحدة.

## وصلات خارجية
- الموقع الرسمي
- بلانكا على موقع ميوزك برينز (الإنجليزية)
- بلانكا على موقع ميوزك برينز (الإنجليزية)